# Cát Châu
Cát Châu (chữ Hán giản thể: 吉州区, âm Hán Việt: Cát Châu khu) là một quận thuộc địa cấp thị Cát An, tỉnh Giang Tây, Cộng hòa Nhân dân Trung Hoa. Quận này có diện tích 4214,9 ki-lô-mét vuông, dân số năm 2002 là 290.000 người. 

## Hành chính
Cát Châu được chia ra làm 11 đơn vị hành chính cấp hương, gồm 7 nhai đạo và 4 trấn. Ngoài ra quận này còn quản lí 1 đơn vị tương đương cấp hương khác
- Nhai đạo: Cát Nam (古南街道), Vĩnh Thúc (永叔街道), Văn Sơn (文山街道), Tập Khê Kiều (习溪桥街道), Bắc Môn (北门街道), Bạch Đường (白塘街道), Hòa Phụ (禾埠街道)
- Trấn: Hưng Kiều (兴桥镇), Chương Sơn (樟山镇), Trường Đường (长塘镇), Khúc Lại (曲濑镇)

Đơn vị ngang cấp hương khác
- Khu công nghiệp Cát Châu (吉州区工业园小区)